# Rieden (Souabe)
Pour les articles homonymes, voir Rieden.
Rieden est une commune de Bavière (Allemagne), située dans l'arrondissement d'Ostallgäu, dans le district de Souabe.